# Lucilina truncata
Lucilina truncata är en blötdjursart som först beskrevs av Sowerby 1841.  Lucilina truncata ingår i släktet Lucilina och familjen Chitonidae.
Artens utbredningsområde är Filippinerna. Inga underarter finns listade i Catalogue of Life.